# Hovnatanian (cràter)
Hovnatanian és un cràter d'impacte en el planeta Mercuri de 34 km de diàmetre. Porta el nom del pintor armeni Hakob Hovnatanian (1806-1881), i el seu nom va ser aprovat per la Unió Astronòmica Internacional el 2008.
El seu patró de sistema de marques radials de «papallona» van ser creats per un impacte en un angle d'incidència encara més baix que el que va formar el cràter veí Qi Baishi. A partir del patró de «papallona» dels raig, l'objecte que va impactar el Hovnatanian viatjava de nord a sud o de sud a nord abans de colpejar la superfície de Mercuri.